# Renewables 2004
Die Renewables 2004 (vollständiger Name deutsch Weltkonferenz für erneuerbare Energien, englisch International Conference for Renewable Energies, Bonn 2004) war eine internationale Konferenz für Erneuerbare Energien, die vom 1. bis 4. Juni 2004 in Bonn stattfand. Nach dem Scheitern des Weltgipfels für nachhaltige Entwicklung brachte die Konferenz neuen Schwung in die Förderung Erneuerbarer Energien.

## Teilnehmer
Auf Einladung der deutschen Bundesregierung diskutierten Teilnehmer aus 154 Ländern mögliche Wege, die Produktion und Nutzung von erneuerbaren Energien zu fördern. Teilnehmer waren 3.600 Vertreter von Regierungen, internationalen Organisationen, Wirtschaftsverbänden und Nichtregierungsorganisation. Darunter befanden sich mehr als 100 Staatschefs oder Minister der teilnehmenden Länder.
Angesichts des damals sehr hohen Ölpreises genoss die Konferenz eine besonders hohe Aufmerksamkeit.

## Ergebnis
Als Ergebnis der Konferenz wurden mehr als 200 Maßnahmen auf Länder- und Regionsebene sowie internationaler Organisationen beschlossen. Minister aus über 130 Staaten unterschrieben eine Vereinbarung, dass Erneuerbare Energien in einem zukünftigen Energiesystem eine Schlüsselrolle spielen werden müssen und verpflichteten sich zugleich zu nationalen oder regionalen Zielen und Maßnahmen. Zudem erkannten alle teilnehmenden Staaten, inklusive der USA und Saudi-Arabiens in der politischen Abschlusserklärung an, dass "Erneuerbare Energien kombiniert mit Energieeffizienzmaßnahmen eine sehr wichtige und großflächig nutzbare Energiequelle seien und neue Möglichkeiten für die zwischenstaatliche Kooperation darstellten". Hingegen konnten sich die Staaten nicht auf ein bindendes Ausbauziel für Erneuerbare Energien einigen.